# Trimma dalerocheila
Trimma dalerocheila es una especie de peces de la familia de los Gobiidae en el orden de los Perciformes.

## Morfología
- Los machos pueden llegar a alcanzar los 2 cm de longitud total.
- Número de  vértebras: 26.[1]

## Alimentación
Come plancton.

## Hábitat
Es un pez de maryí de clima tropical que vive entre 3-48 m de profundidad, aunque, normalmente, lo hace entre 20 y 40.

## Distribución geográfica
Se encuentra en Chagos

## Observaciones
Es inofensivo para los humanos.